# Pomeroy (Washington)
Pomeroy és una població dels Estats Units i seu del comtat de Garfield a l'estat de Washington. Segons el cens del 2000 tenia 1.517 habitants.

## Demografia
Segons el cens del 2000, Pomeroy tenia 1.517 habitants, 645 habitatges, i 408 famílies. La densitat de població era de 329,1 habitants per km².
Dels 645 habitatges en un 25,3% hi vivien nens de menys de 18 anys, en un 51% hi vivien parelles casades, en un 7,3% dones solteres, i en un 36,7% no eren unitats familiars. En el 33% dels habitatges hi vivien persones soles el 18,1% de les quals corresponia a persones de 65 anys o més que vivien soles. El nombre mitjà de persones vivint en cada habitatge era de 2,29 i el nombre mitjà de persones que vivien en cada família era de 2,92.
Per edats la població es repartia de la següent manera: un 25,5% tenia menys de 18 anys, un 5,6% entre 18 i 24, un 20,1% entre 25 i 44, un 23,5% de 45 a 60 i un 25,2% 65 anys o més.
L'edat mediana era de 44 anys. Per cada 100 dones de 18 o més anys hi havia 84,9 homes.
La renda mediana per habitatge era de 28.958 $ i la renda mediana per família de 38.750 $. Els homes tenien una renda mediana de 32.500 $ mentre que les dones 21.118 $. La renda per capita de la població era de 15.782 $. Aproximadament l'11,7% de les famílies i el 15,1% de la població estaven per davall del llindar de pobresa.

## Poblacions més properes
El següent diagrama mostra les poblacions més properes.